# Nate (album)
Nate – jedenasty album studyjny polskiej grupy muzycznej Moonlight. Jest to jednocześnie pierwsza płyta wydana po niemal jedenastoletniej przerwie. Wydawnictwo ukazało się 19 stycznia 2018 roku nakładem wytwórni muzycznej D-mode.
Na albumie znalazło się 14 utworów, z czego 4 to odświeżone wersje z poprzednich płyt zespołu. Nagrania były promowane podczas trasy koncertowej Nate Tour w Polsce.

## Lista utworów
Opracowano na podstawie materiału źródłowego.
1. ''Bio'' – 04:17
2. ''Off'' – 04:01
3. ''Sex'' – 03:22
4. ''Kiedy Myśli Mi Oddasz (2016)'' – 05:05
5. ''Lili'' – 03:01
6. ''Ciężar'' – 03:37
7. ''Col (2016)'' – 03:51
8. ''Asuu (2016)'' – 04:09
9. ''Sensitive'' – 03:51
10. ''Zabić Siebie'' – 05:17
11. ''Roads'' – 03:20
12. ''Kołysanka'' – 03:28
13. ''Meren Re (Dobranoc) (Live)'' – 10:27
14. ''Off (Engish version)'' – 04:01

## Twórcy
Opracowano na podstawie materiału źródłowego.
- Maja Konarska – śpiew
- Daniel Potasz – instrumenty klawiszowe, sample
- Marek Pokorniecki – gitara
- Paweł Gotłas – gitara basowa